# Luis Buñuel
Luis Buñuel Portolés (Calanda, Teruel, 22 de febrero de 1900-Ciudad de México, 29 de julio de 1983) fue un director de cine español nacionalizado mexicano. Ha sido ampliamente considerado por muchos críticos de cine, historiadores y directores como uno de los cineastas más grandes e influyentes de todos los tiempos.
A pesar de los hitos cinematográficos logrados en su país natal con Viridiana (1961) y Tristana (1970), la gran mayoría de su obra fue realizada o coproducida en México y Francia, debido a sus convicciones políticas y a las dificultades impuestas por la censura franquista para filmar en España.

## Biografía y carrera

### 1900-1917: primeros años
Nació en la localidad turolense de Calanda, España, el 22 de febrero de 1900. Su padre, Leonardo Manuel Buñuel González, originario del mismo pueblo, fue militar en Cuba y fue propietario de una ferretería y de una empresa naviera, por las que consiguió una considerable fortuna. Tras la guerra hispano-estadounidense, liquidó sus negocios y volvió a su pueblo natal, donde se casó el 10 de abril de 1899 con María Portolés Cerezuela, de diecisiete años, veintiocho más joven que él, con la que tuvo siete hijos: Luis (1900), María (1901), Alicia (1902), Concepción (1904), Leonardo (1907, pediatra y radiólogo), Margarita (1912) y Alfonso (1915), este último arquitecto y diseñador con inquietudes artísticas que destacó como autor de collages surrealistas.
A los tres años del nacimiento de su primogénito, la familia se trasladó a vivir a Zaragoza y a partir de entonces pasó a repartir sus vacaciones entre Calanda (donde regresaban en Semana Santa y a veranear) y en ocasiones a San Sebastián. En una de estas ocasiones, cuando contaba con dieciséis años, le presentaron en un baile a una jovencísima Concha Méndez, dos años mayor que él y, que por entonces, también pasaba los veranos en San Sebastián, con la que inicia un noviazgo que durará siete años. Así deja constancia la escritora del 27 en unas grabaciones registradas en 1981 depositadas en la fonoteca de México: «Un verano en San Sebastián, conocí a un chico aragonés que me presentó, en uno de los bailes, a otro chico, que resultó ser Luis Buñuel, el director de cine. En aquel tiempo este solo se interesaba por los insectos. Y nos pusimos de relaciones. (...) estuvimos juntos siete años.» Una relación de la que conocemos pocos detalles porque Buñuel siempre la mantuvo en la sombra y se negaba a que Concha conociera a todos sus amigos, como sigue relatando ella misma en las grabaciones: «Nunca nos reunimos juntos con los chicos de la Residencia de Estudiantes. (...) Me hablaba de ellos, pero nunca me los presentó. Me preguntó cómo podía conciliar ambos mundos; uno más frívolo, nuestra vida en común, y el otro artístico, en el que se filtraban ya rasgos surrealistas».
Luis pasó toda su infancia y adolescencia en Zaragoza, donde cursó la educación primaria y secundaria, primero en Corazonistas (con mayoría de franceses) y en 1908, durante siete años, en el colegio jesuita de El Salvador, al comienzo del paseo de la Constitución, donde hoy se encuentra la sede principal de Ibercaja, cerca de la plaza de Aragón; como alumno a media pensión, no vestía el uniforme completo de los internos, sino solamente la gorra con un galón. Sus notas eran generalmente excelentes.
Lo que se sabe sobre las primeras películas que vio procede de las declaraciones del propio Buñuel, y son imprecisas y contradictorias. En 1975 dijo a Pérez Turrent y José de la Colina que había visto de niño «cine parlante y en colores, en la sala Coine [sic], de Zaragoza», aludiendo al cinema parlante que Ignacio Coyne Lapetra regentó entre 1905 y 1909; recordaba una película donde «se veía un cerdo, con faja de comisario de policía y sombrero de copa, cantando una canción. Era un dibujo animado con colores muy malos que salían de las figuras, y el sonido venía de un gramófono», pero también a los mismos autores les comunicó que en la primera película que vio había un asesinato cruento. Por otro lado, en sus memorias, tituladas Mi último suspiro, afirmaba que en 1908 asistió por primera vez al cine Farrucini [sic], que remite a la barraca de feria Nuevo Metensmograf Cinematógrafo Farrusini del feriante barcelonés Enric Farrús, quien se estableció en Zaragoza en 1908 al calor de la Exposición Hispano-Francesa de ese año que conmemoraba el centenario de los sitios de Zaragoza. Recordaba, asimismo, haber visto en esa época muchas películas cómicas de André Deed, que en España era conocido como Toribio, y el Viaje a la Luna de Georges Méliès.
En Calanda daba funciones con un teatrillo de personajes de cartón que sus padres habían comprado en París y espectáculos de sombras chinescas con una linterna mágica. Acudía regularmente al teatro y a la ópera, pues los Buñuel tenían, como familia acomodada que era, palco en abono en el Principal, uno de los cuatro que entonces había en la capital aragonesa. Su niñera le llevaba también al teatro Circo que ofrecía comedias, dramas de detectives, melodramas, farsas, sainetes y zarzuelas; posiblemente allí contemplaría una zarzuela, Los sobrinos del Capitán Grant, basada en Los hijos del capitán Grant de Jules Verne, que Buñuel tenía como uno de sus mejores recuerdos, por la espectacularidad de su escenografía. Ya de adolescente, en 1915, asiste en el teatro Principal a numerosas funciones de teatro y ópera La vida es sueño, El alcalde de Zalamea, Don Álvaro o la fuerza del sino, La Favorita, Lucía de Lammermoor, el Fausto de Gounod, Rigoletto, El barbero de Sevilla, Carmen...
Desde los diez o doce años comenzó a tocar el violín y a estudiarlo desde los trece. Al año siguiente salió por primera vez de Aragón y viajó a Vega de Pas (Cantabria) y San Sebastián, donde veranearía a menudo. En 1915 fue expulsado por los jesuitas del colegio y se matriculó en el Instituto de Enseñanza Media de Zaragoza (más tarde llamado «Goya») como alumno libre. En esa época leyó El origen de las especies de Darwin, además de libros de la nutrida biblioteca de su padre Leonardo, como el Jean-Christophe de Romain Rolland, obras de los librepensadores franceses Rousseau, Diderot o Voltaire y clásicos españoles como Quevedo o Benito Pérez Galdós, además de novelas de detectives (Nick Carter, Dick Turpin) y una novela que le dejará huella: Robinson Crusoe.

### 1917-1924: Residencia de Estudiantes e inicios artísticos

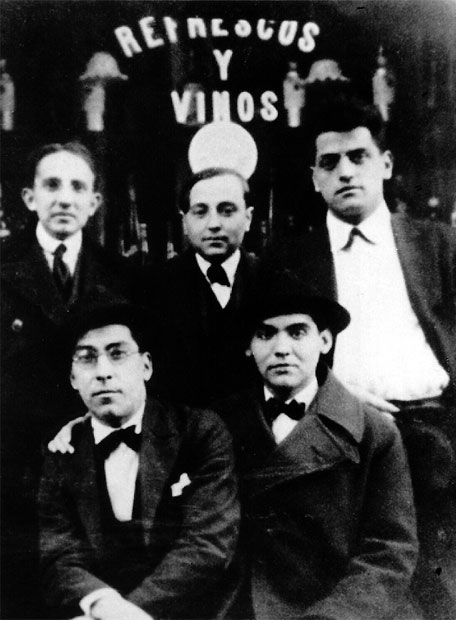
Benjamín Jarnés, Huberto Pérez de la Ossa, Luis Buñuel (arriba, de izquierda a derecha), Rafael Barradas y Federico García Lorca (abajo) en Madrid en 1923.

En 1917, una vez concluidos sus estudios de bachillerato, con diecisiete años partió a Madrid para cursar sus estudios universitarios. En la capital se alojó en la recién creada Residencia de Estudiantes, fundada por la Junta para la Ampliación de Estudios, heredera del espíritu del krausismo pedagógico y la Institución Libre de Enseñanza, donde permaneció siete años. Su propósito, inducido por su padre, era estudiar Ingeniería Agrónoma. En esta época se interesó por el naturismo y llevó una alimentación y vestimenta espartanas, gustando de lavarse con agua helada. Tomó parte en las actividades del cine-club de la Residencia y trabó amistad, entre otros, con Salvador Dalí, Federico García Lorca, Rafael Alberti, Pepín Bello y Juan Ramón Jiménez. También participó en las tertulias ultraístas y, todos los sábados desde 1918 hasta 1924, en las del Café Pombo, dirigidas por Ramón Gómez de la Serna.
En 1920 inició, con el doctor Ignacio Bolívar, estudios de entomología, que abandonó para matricularse en Filosofía y Letras, rama de Historia, ya que se había informado de que varios países ofrecían trabajo como lector de español a licenciados en Filosofía y Letras, lo que suponía una oportunidad de cumplir su deseo de salir de España.
Con sus compañeros de la Residencia hizo sus primeros ensayos de puesta en escena, con versiones delirantes del Don Juan Tenorio en las que actuaban Lorca, Dalí y otros compañeros.
En 1921 visitó por primera vez Toledo, ciudad que causó una profunda impresión en Buñuel y sus amigos. También tuvo conocimiento en estos años de las tendencias internacionales más importantes del pensamiento y del arte, y mostró interés por el dadaísmo y la obra de Louis Aragon y André Bretón. Y, por supuesto, siguió asistiendo con regularidad al cine.
Desde 1922 escribe poemas, prosas poéticas y cuentos en diversas revistas literarias de la época, fundamentalmente aquellas que sirvieron de vehículo para el ultraísmo y la generación del 27, como Vltra, Horizonte, Alfar, Helix o La Gaceta Literaria. De esta época son también sus primeros proyectos cinematográficos. En 1926, la Junta Magna del Centenario de Zaragoza le encargó una película sobre el pintor Francisco de Goya. El guion fue finalmente desechado por la Junta, aduciéndose cuestiones económicas. En 1927 Buñuel le propuso a Ramón Gómez de la Serna la realización de una película. Esta se inspiraría en ocho cuentos del escritor, que quedarían unidos a través de diferentes noticias publicadas en un periódico leído por el protagonista.
En 1923 murió su padre en Zaragoza, inició el servicio militar y publicó su primer artículo, al que siguieron cuentos y poemas en revistas de vanguardia e incluso preparó un libro que los recopilaba bajo el título, Un perro andaluz. Muchas de las imágenes de sus escritos de estos años, previos al surrealismo francés, pasaron a su cine. El día de San José de ese mismo año de 1923 fundó la paródica Orden de Toledo y se nombró a sí mismo condestable. Para ser caballero había que emborracharse y estar toda la noche sin dormir. A ella pertenecieron, entre otros, Dalí, Pepín Bello, Alberti...
En 1924, año en que Dalí le realiza su primer retrato, se licenció en Historia y renunció al doctorado, decidido a marcharse a París, la que por entonces era capital cultural de occidente.

### 1925-1928: París y el surrealismo
En enero de 1925, después de asistir a la conferencia que dio Louis Aragon en la Residencia de Estudiantes, Buñuel abandonó Madrid rumbo a París. En la capital francesa asistió a las tertulias de los inmigrantes españoles y se acerca cada vez más al grupo surrealista. Su afición por el cine se intensificó y veía habitualmente tres películas al día, una por la mañana (generalmente proyecciones privadas, gracias a un pase de prensa), otra por la tarde en un cine de barrio y otra por la noche.
El pianista Ricardo Viñes le propuso la dirección escénica de El retablo de Maese Pedro, de Manuel de Falla, que, estrenada en Ámsterdam el 26 de abril de 1926 y representada también al día siguiente, supuso un importante éxito. Esta experiencia le llevó a escribir una pieza de teatro de cámara de vanguardia titulada Hamlet en 1927, que fue representada en el Café Sélect de París. Su conversión total al cine se produjo tras ver la película Las tres luces (Der müde Tod), de Fritz Lang. Varias semanas después se presentó en un rodaje al conocido director de cine francés Jean Epstein y se ofreció a trabajar en cualquier labor a cambio de aprender todo lo que pudiera acerca del cine, y Epstein acabó permitiéndole desempeñar el cargo de ayudante de dirección en el rodaje de sus películas mudas Mauprat (1926) y La caída de la casa Usher (La chute de la maison Usher), de 1928. Comenzó a colaborar como crítico en varias publicaciones de cine y arte, en las que dejó constancia de sus iniciales concepciones cinematográficas, como la francesa Cahiers d'Art y la española La Gaceta Literaria, de la que fue director de su sección de cine desde 1927. El director de esta revista, Ernesto Giménez Caballero, le propuso fundar un cine-club en la Residencia de Estudiantes. La idea se llevó a cabo y Buñuel, viajando ocasionalmente a Madrid, promovió en España el cine de vanguardia y las ideas surrealistas.
También en estos años colaboró como actor en pequeños papeles, como el de contrabandista en la película Carmen (Jacques Feyder, 1926) con Raquel Meller, y en La sirène des tropiques (Henri Étiévant y Mario Nalpas, 1927) con Joséphine Baker. Todo este bagaje le familiarizó con el oficio cinematográfico y le permitió conocer a buenos profesionales y actores que después habrían de colaborar con él en Un perro andaluz y La edad de oro, sus dos primeras películas. Como crítico, elogió el cine de Buster Keaton y atacó, por considerarla pretenciosa, la vanguardia cinematográfica francesa, en cuyas filas militaba el propio Jean Epstein. Es conocida su ruptura con este al negarse el aragonés a trabajar en el nuevo proyecto del más reputado de los directores vanguardistas franceses, Abel Gance, de cuyo Napoleón había escrito Buñuel recientemente una crítica muy dura. Cada vez más interesado por el grupo surrealista de Breton, comenzó a trasladar a sus compañeros de la Residencia de Estudiantes las novedades de esta tendencia, escribiendo poemas de un surrealismo ortodoxo e instando a Dalí a que se trasladase con él a París para conocer el nuevo movimiento. En 1927 escribía un libro de poesía surrealista, que no llegó a editar, cuyo título inicialmente era Polismos y más tarde Un perro andaluz, que fue el que más tarde recibiría su primera película.
En 1928 preparó un guion cinematográfico sobre Francisco de Goya con motivo del centenario de su fallecimiento, patrocinado por una comisión zaragozana. El proyecto no llegó a buen término por falta de presupuesto, como tampoco otro basado en un guion de Ramón Gómez de la Serna que iba a titularse El mundo por diez céntimos, en el que el hilo conductor iban a ser los sucesivos cambios de dueño de una moneda, o bien, diferentes narraciones que se hallaban en un periódico. Gómez de la Serna le envió finalmente el guion de Caprichos (su nuevo título), aunque no se ha conservado, ya que entre octubre y noviembre de ese año abandonaría el proyecto al comenzar a trabajar con Dalí en el de Un perro andaluz.

### 1929-1930:Un chien andalouyL'Âge d'or

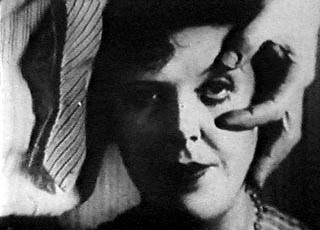
Simone Mareuil en un fotograma de Un chien andalou (1929).

En enero de 1929, Buñuel y Dalí, en estrecha colaboración, ultimaron el guion de un filme cuyo proyecto se titularía sucesivamente El marista en la ballesta, Es peligroso asomarse al interior y, por fin, Un chien andalou, una vez desechada la publicación con este título de su proyectado poemario surrealista. La película se comenzó a rodar el 2 de abril con un presupuesto de 25 000 pesetas aportadas por la madre de Buñuel. Se estrenó el 6 de julio en el Studio des Ursulines, un cine-club parisino, en el que alcanzó un clamoroso éxito entre la intelectualidad francesa, y permaneció en exhibición nueve meses consecutivos en el Studio 28.
A partir de la proyección de Un chien andalou, Buñuel fue admitido de lleno en el grupo surrealista, que se reunía diariamente en el Café Cyrano para leer artículos, discutir sobre política y escribir cartas y manifiestos. Allí, Buñuel forjó amistad con Max Ernst, André Breton, Paul Éluard, Tristan Tzara, Yves Tanguy, Magritte y Louis Aragon, entre otros. A finales de 1929, volvió a reunirse con Dalí para escribir el guion de lo que sería más tarde L'Âge d'or, pero la colaboración ya no resultó tan fructífera, pues entre los dos se interpone el gran amor de Dalí, Gala Eluard. Buñuel comenzó el rodaje de la película en abril de 1930, cuando el pintor se encontraba disfrutando de unas vacaciones con Gala en Torremolinos. Cuando descubrió que Buñuel ya había acabado la película con el sustancioso mecenazgo de los Vizcondes de Noailles, que deseaban producir una de las primeras películas sonoras del cine francés, Dalí se sintió marginado del proyecto y traicionado por su amigo, lo que originó un distanciamiento entre ellos que se fue incrementando en el futuro. A pesar de aquello, felicitó a Buñuel por el largometraje, asegurando que le había parecido «una película americana». El estreno tuvo lugar el 28 de noviembre de 1930. Cinco días más tarde, grupos de extrema derecha atacaron el cine donde se proyectaba, y las autoridades francesas prohibieron la película y requisaron todas las copias existentes, comenzando una larga censura que duraría medio siglo, pues no sería distribuida hasta 1980 en Nueva York y un año después en París.

### 1930-1935: Hollywood y el Madrid de la República
En 1930, Buñuel viajó a Hollywood, contratado por la Metro Goldwyn Mayer, como «observador», con el fin de que se familiarizara con el sistema de producción estadounidense. Allí conoció a Charles Chaplin y Serguéi Eisenstein. En 1931 llegó a España, en vísperas de la proclamación de la Segunda República. La edad de oro se proyectó en Madrid y Barcelona. En 1932 asistió a la primera reunión de la Asociación de Escritores Revolucionarios (AERA), se separó del grupo surrealista y se afilió al Partido Comunista Francés. Contratado por la Paramount, regresó a España y trabajó como responsable de sincronización.
En abril de 1933, financiado por su amigo Ramón Acín, comenzó a filmar Las Hurdes, tierra sin pan, un documental sobre esa comarca extremeña. La derecha y la Falange Española comenzaban a rebelarse y la película fue censurada por la Segunda República por considerarla denigrante para España. Ese mismo año firmó un manifiesto contra Hitler con Federico García Lorca, Rafael Alberti, Sender, Ugarte y Vallejo. En 1934 visitó en París a Dalí, ya casado con Gala. Dalí se mostró indiferente con Buñuel, con lo que se incrementó su distanciamiento. El 23 de junio se casó con Jeanne Rucar, a la que había conocido en casa de su amigo Joaquín Peinado en 1925 cuando estudiaba anatomía en París, y que había sido medalla de bronce de gimnasia artística en las Olimpiadas de París de 1924. La boda se celebró en la alcaldía del distrito XX de la capital francesa, sin invitar a la familia, con tres testigos improvisados (uno de ellos, un transeúnte desconocido) y, después de comer, Buñuel volvió a Madrid, ya que había aceptado trabajar para la Warner Brothers como director de doblaje. La pareja tendría dos hijos, Jean Louis, nacido en París, y Rafael, que lo haría en Nueva York.
En 1935, con ayuda de algún dinero familiar, fundó, junto a Ricardo Urgoiti, la productora Filmófono, que competía con la Cifesa de los hermanos Casanova, principal productora española de los años treinta. Filmófono produjo películas como Don Quintín el amargao, donde debutó en el cine la gran bailaora Carmen Amaya, La hija de Juan Simón, ¿Quién me quiere a mí? o ¡Centinela alerta!, y la única condición de Buñuel para producirlas era, curiosamente, no aparecer en la ficha técnica, pues a sus ojos no eran más que «melodramas baratos». Todos estos largometrajes fueron rentables y supusieron la consolidación de la industria cinematográfica española de los años treinta. Sin embargo, la guerra civil abortó este proyecto.

### 1936-1946: guerra civil española y proyectos fallidos
El golpe de Estado de julio de 1936 sorprendió a Buñuel en Madrid. Así como Dalí se alineó con Franco y simpatizó con el bando sublevado, Buñuel siempre permaneció fiel a la Segunda República. No obstante, no dejó por ello de ayudar a amigos suyos del bando franquista cuando estuvieron en peligro de muerte; así, logró que liberasen a José Luis Sáenz de Heredia (primo hermano de José Antonio Primo de Rivera, fundador de Falange) pues habían trabajado juntos en Filmófono. El 18 de agosto de 1936 fue asesinado Lorca.
En septiembre de 1936 salió de Madrid en un tren abarrotado hacia Ginebra, vía Barcelona. Allí lo había citado para una entrevista Álvarez del Vayo, ministro de Asuntos Exteriores de la República, quien lo mandó a París como hombre de confianza de Luis Araquistáin, embajador en Francia, para realizar diferentes misiones, principalmente de inteligencia. Supervisó y escribió junto a Pierre Unik el documental España leal en armas. Realizó su bautismo aéreo en varios viajes relámpago a España, en misiones de guerra.
Durante 1937 se encargó de supervisar para el Gobierno republicano el pabellón español de la Exposición Internacional de París. Dalí le pintó su segundo y último retrato: El sueño. El 16 de septiembre de 1938, ayudado en los gastos de viaje por sus amigos Charles de Noailles y Rafael Sánchez Ventura, viajó a Hollywood de nuevo, esta vez encargado por el Gobierno republicano de la supervisión, como consejero técnico e histórico, de dos películas acerca de la Guerra Civil que se iban a rodar en Estados Unidos. Cuando Luis Buñuel aún estaba viviendo del dinero que había ahorrado el año anterior, la casualidad quiso que en una cena en casa del cineasta francés René Clair se encontrara con Denise Tual, la viuda del actor ruso Pierre Batcheff. La mujer, que se había vuelto a casar con el productor francés Ronald Tual, le ofreció trabajar en el nuevo proyecto que tenía intención de realizar: La casa de Bernarda Alba, que dirigiría Buñuel. Tual, que había llegado a Los Ángeles con el interés de conocer mejor la industria estadounidense del cine, tenía intención de realizar la película entre París y México, para lo cual aprovechó su regreso a París para hacer escala en México y concretar algunos asuntos con el productor francés de origen ruso Oscar Dancigers, exiliado en ese país. Una vez allí se enteraron de que los derechos de la obra habían sido vendidos a otra productora que había pujado más alto.
En 1941, terminada la guerra en España, inició el rodaje de Cargo of Innocents. La asociación general de productores estadounidenses prohibió toda película en contra de Franco, lo que significó el fin del proyecto en el que estaba implicado Buñuel. Sin trabajo y con poco dinero, y ya con su mujer e hijos reunidos con él, aceptó el encargo que le ofrece el Museo de Arte Moderno (MOMA) de Nueva York, como productor asociado para el área documental y supervisor y jefe de montaje de documentales para la Coordinación de Asuntos Interamericanos, que dirigía Nelson Rockefeller. Su misión era seleccionar películas de propaganda antinazi; tenía despacho propio y personal a su cargo. Su primer trabajo para el MoMA consistió en la reedición de El triunfo de la voluntad, de Leni Riefenstahl, con el fin de hacerla más breve y accesible a miembros del Gobierno de Estados Unidos para que viesen el potencial del cine como instrumento propagandístico. Pero fue despedido en 1943 a raíz de la publicación del libro La vida secreta de Salvador Dalí, donde el pintor tachaba a Buñuel de ateo y hombre de izquierdas. Un periodista del Motion Pictures Herald atacó a Buñuel en un artículo donde advertía acerca de lo peligroso que resultaba la presencia de este español en un museo tan prestigioso. Buñuel se reunió con Dalí en Nueva York para pedirle explicaciones y esa entrevista significó la ruptura de sus relaciones. Volvió a Hollywood y se puso a trabajar para la Warner Brothers como jefe de doblaje de versiones españolas para América Latina.

### 1946-1960:Época de Oro del cine mexicanoy otros trabajos
Truncado el proyecto, Luis Buñuel tuvo la suerte de que Dancigers le ofreciera otro trabajo en 1946: dirigir Gran Casino, una película con el cantante mexicano Jorge Negrete y la argentina Libertad Lamarque, con la que marcó su entrada a la Época de Oro del cine mexicano. Buñuel aceptó y, una vez arreglados todos los papeles de residencia e instalado con su esposa y sus hijos, ingresó en la industria mexicana del cine. Esta primera película de su nueva etapa constituyó un rotundo fracaso y durante los tres siguientes años se vio obligado a mantenerse del dinero que le enviaba su madre todos los meses.
En 1949, a punto de abandonar el cine, Dancigers le pidió que se hiciera cargo de la dirección de El gran calavera, ya que Fernando Soler no podía ser a la vez director y protagonista. Así, en 1950 Buñuel realizó Los olvidados, película con fuertes vínculos con Las Hurdes, tierra sin pan, y que en un primer momento no gustó a los mexicanos ultranacionalistas ya que retrataba la realidad de pobreza y miseria suburbana que la cultura dominante no quería reconocer. No obstante, el premio al mejor director que le otorgó el Festival de Cannes de 1951 supuso el reconocimiento internacional de la película, y el redescubrimiento de Luis Buñuel, y la rehabilitación del cineasta por parte de la sociedad mexicana. Los olvidados es una de las tres únicas películas reconocidas por la Unesco como Memoria del Mundo.
En 1951 filmó Susana y Él ; esta última constituyó un fracaso comercial pero sería valorada en los años siguientes. En 1952 salió de Ciudad de México para filmar Subida al cielo, cinta simple donde un sueño del protagonista da el toque surrealista de Buñuel y que le valió ir nuevamente a Cannes. Ese mismo año filmó Robinson Crusoe, primera película que se rodó en Eastmancolor (todos los días se enviaban las copias a California para comprobar los resultados), y, junto con La joven, que dirigió en 1960, una de las dos únicas películas que rodó en inglés y con coproducción estadounidense. En 1953 dirigió La ilusión viaja en tranvía, una de las películas consideradas "menores" pero que por su frescura y sencillez, y respaldada por escritores como José Revueltas y Juan de la Cabada, sobrevive al paso de los años.
En 1954 dirigió El río y la muerte y es elegido miembro del jurado del Festival Internacional de Cine de Cannes. En 1955, año en que filmó Así es la aurora en Francia (lo que le brinda la oportunidad de visitar a su madre en Pau), fiel a sus ideas, firmó un manifiesto en contra de la bomba atómica estadounidense, lo que, unido a su apoyo a la revista antifascista España Libre (posicionada en contra de EE. UU.), supuso su inclusión en la lista negra estadounidense hasta 1975. A partir de ese momento, cada vez que pasaban por EE. UU., tanto él como su familia eran interrogados. No obstante, Buñuel dijo que EE. UU. era la tierra más hermosa que había conocido. Cuando alguien le preguntaba si era comunista siempre contestaba que era un español republicano.
Tras Ensayo de un crimen (1955), realizó La muerte en el jardín (1956), con guion de Luis Alcoriza y Raymond Queneau, que adaptaba la novela homónima de Lacour. The National Film Theatre of London realizó una retrospectiva de su obra. Concluido el cine de oro en México en 1956, sus títulos en el antedicho prosiguieron con Nazarín (1958), que ganó el Premio Internacional del Festival de Cannes de 1959, y fue la primera de las tres películas que realizaría con el actor Paco Rabal. El mismo año, rodó Los ambiciosos, cine de compromiso político y social. En 1960 dirigió por última vez una obra teatral, Don Juan Tenorio, en México, y realizó y estrenó, La joven, en Estados Unidos.

### 1960-1965:Viridiana,El ángel exterminadorySimón del desierto

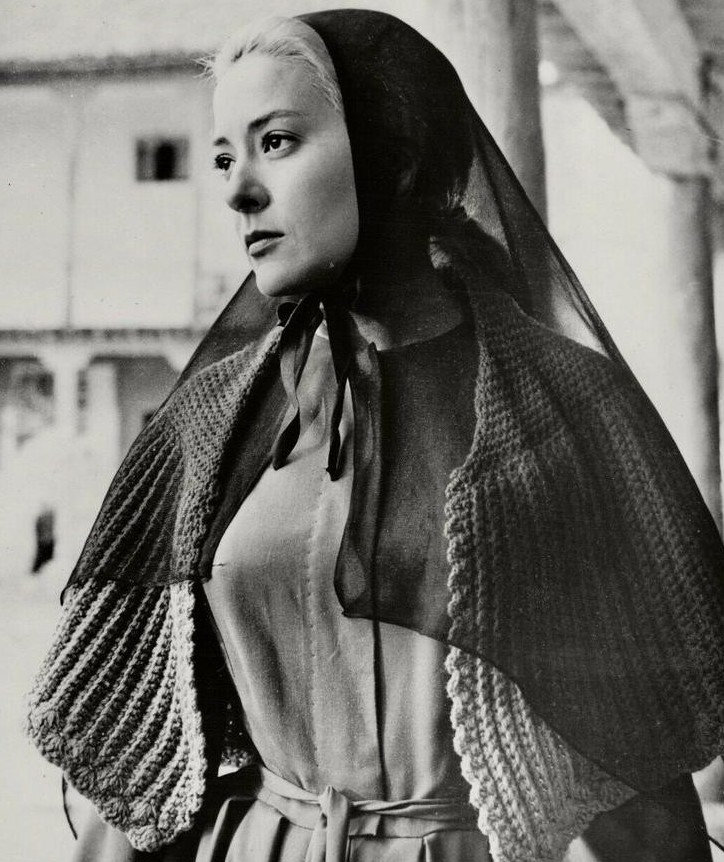
Silvia Pinal en una fotografía publicitaria para Viridiana (1961).

En 1960, regresó a España para dirigir Viridiana, una producción hispanomexicana con guion escrito junto a Julio Alejandro. La película fue producida por Gustavo Alatriste (por parte mexicana) y por Pere Portabella y Ricardo Muñoz Suay, por parte de las productoras españolas UNINCI (Unión Industrial Cinematográfica) y Films 59. Estuvo protagonizada por Silvia Pinal, Francisco Rabal y Fernando Rey. Viridiana fue presentada a concurso en el festival de Cannes de 1961 como representante oficial de España y obtuvo la Palma de Oro, que recogió el entonces director general de Cinematografía, José Muñoz Fontán. Sin embargo, después de que el periódico vaticano L'Osservatore Romano condenara la cinta, a la que tachaba de blasfema y sacrílega, las autoridades españolas la condenaron a una "muerte administrativa", denegándole el llamado permiso definitivo de rodaje, lo cual a su vez dio lugar a un conflicto económico entre los productores españoles y los mexicanos. Viridiana no se pudo proyectar oficialmente en España hasta 1977.

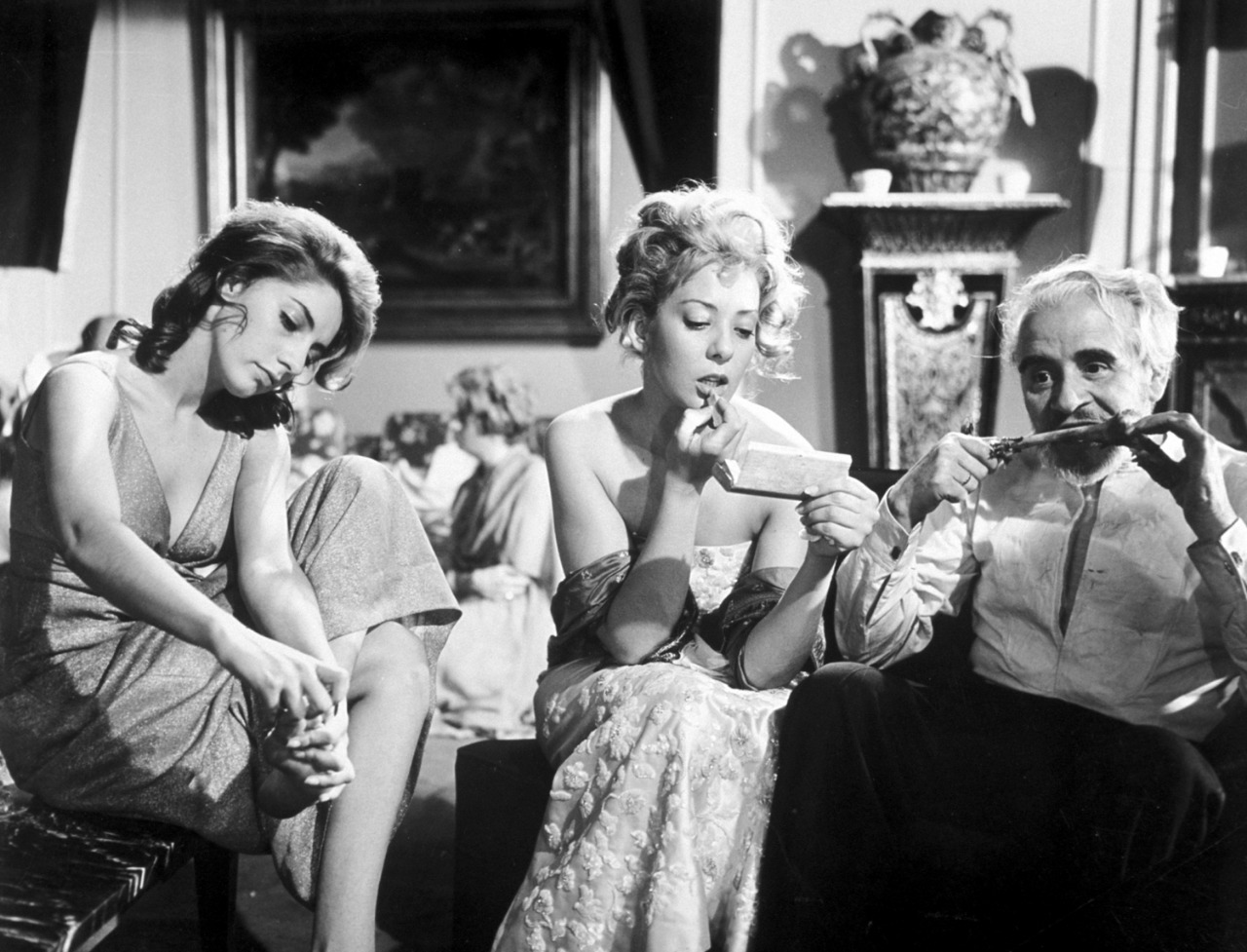
(a): Jacqueline Andere, Silvia Pinal, y Enrique García Álvarez, en una imagen publicitaria para El ángel exterminador (1962).

En 1962, rodó El ángel exterminador, una de sus películas más importantes y personales, en la que aludía a varias bromas privadas de su época de la Residencia de Estudiantes y del periodo surrealista transcurrido en Francia. Durante esta etapa, a Buñuel y a Jean-Claude Carrière les ofrecieron adaptar la novela de Malcolm Lowry Bajo el volcán en dos ocasiones. Sin embargo, en ambas el cineasta y el guionista rechazaron la oferta luego de leer la novela y «no encontrar una película detrás del libro».
Ya en su etapa mexicana, Buñuel había rodado varias películas de producción francesa tras las elogiosas críticas europeas de Ensayo de un crimen, Así es la aurora o La muerte en el jardín, pero su verdadera reentrada en la cinematografía francesa se produjo en 1963 con Diario de una camarera (Le Journal d'une Femme de Chambre), adaptación de la novela de Octave Mirbeau. Comienza así su cooperación con el productor Serge Silberman y el guionista Jean Claude Carrière. En 1964, filmó su último proyecto en México, el largometraje Simón del desierto, que no acabó siendo película por falta de presupuesto. Aun así, obtuvo el León de Plata de la Mostra de Venecia al año 1965, año en que, junto a Carrière, preparó las adaptaciones de El monje y Là-bas.

### 1966-1982: proyectos y vida posterior
En 1966, Dalí le telegrafió desde Figueras ofreciéndole preparar la segunda parte de Un perro andaluz. Ese mismo año se estrenó Belle de jour, que obtuvo en 1967 el León de Oro en la Mostra de Venecia. Esta película obtuvo en Francia un extraordinario éxito de público y a partir de entonces los estrenos de Buñuel se convirtieron en acontecimientos culturales, lo que motivó que Silberman le concediera completa libertad creativa y los recursos suficientes para la producción de sus filmes, lo que caracterizó la etapa final de su obra. En 1969 la Mostra le otorgó el gran premio de homenaje por el conjunto de su obra.
En 1970, Buñuel volvió a rodar en España, esta vez en régimen de coproducción hispano-franco-italiana; se trataba de Tristana, protagonizada por Catherine Deneuve, que ya había desempeñado el papel principal en Belle de jour, y Fernando Rey. En 1972 se convirtió en el primer director español en conseguir el Óscar a la mejor película de habla no inglesa, por El discreto encanto de la burguesía (Le Charme Discret de la Bourgeoisie), película que se iba a rodar en España, lo cual resultó imposible debido a la censura. Esta película, junto con La Vía Láctea (La Voie Lactée, 1968) y El fantasma de la libertad (Le Fantôme de la Liberté, 1974), conforman una especie de trilogía que ataca los cimientos del cine de narrativa convencional y el concepto causa-consecuencia, abogando por la exposición del azar como motor de la conducta y del mundo. El mismo año, visitó Los Ángeles, donde vivía su hijo Rafael, y George Cukor ofreció en su casa una cena en honor de Buñuel a la que asistieron, además de su hijo Rafael y Carrière, importantes cineastas como Alfred Hitchcock, Billy Wilder, John Ford, G. Stevens, William Wyler, R. Mulligan, Robert Wise o Rouben Mamoulian.
En 1977, Buñuel puso el colofón a su obra con Ese oscuro objeto del deseo (Cet Obscur Objet du Désir), coproducción hispano-francesa parcialmente rodada en España, que recibió el premio especial del Festival de Cine de San Sebastián. En la película, que revisa temas tratados anteriormente en Viridiana o Tristana, Carole Bouquet y Ángela Molina interpretan al alimón el personaje femenino que da réplica a Fernando Rey. También en 1977, fue ganador del Premio Nacional de Bellas Artes, otorgado por el Gobierno de México.
En 1980, realizó su último viaje a España y fue operado de próstata. En 1981, cincuenta años después de haber sido prohibida, se reestrenó en París La edad de oro, fue hospitalizado por problemas de la vesícula, Agustín Sánchez Vidal publicó su obra literaria, el Centro Georges Pompidou de París organizó un homenaje en su honor y Un perro andaluz se proyectó en una pantalla colocada en el techo de este centro cultural.
En 1982, publicó sus memorias, escritas en colaboración con Carrière y tituladas Mi último suspiro.

## Muerte
El 29 de julio de 1983, Buñuel falleció en Ciudad de México a los 83 años de edad, a causa de una enfermedad hepática y renal provocada por un cáncer. Su cuerpo fue cremado, y en 1997, sus cenizas fueron esparcidas en el monte Tolocha, situado en su pueblo natal, Calanda.

## Filmografía

### Como director
Entre 1929 y 1977 dirigió un total de treinta y dos películas. Además, en 1930 rodó Menjant garotes ("Comiendo erizos"), una película muda de únicamente cuatro minutos, con la familia Dalí como protagonista.

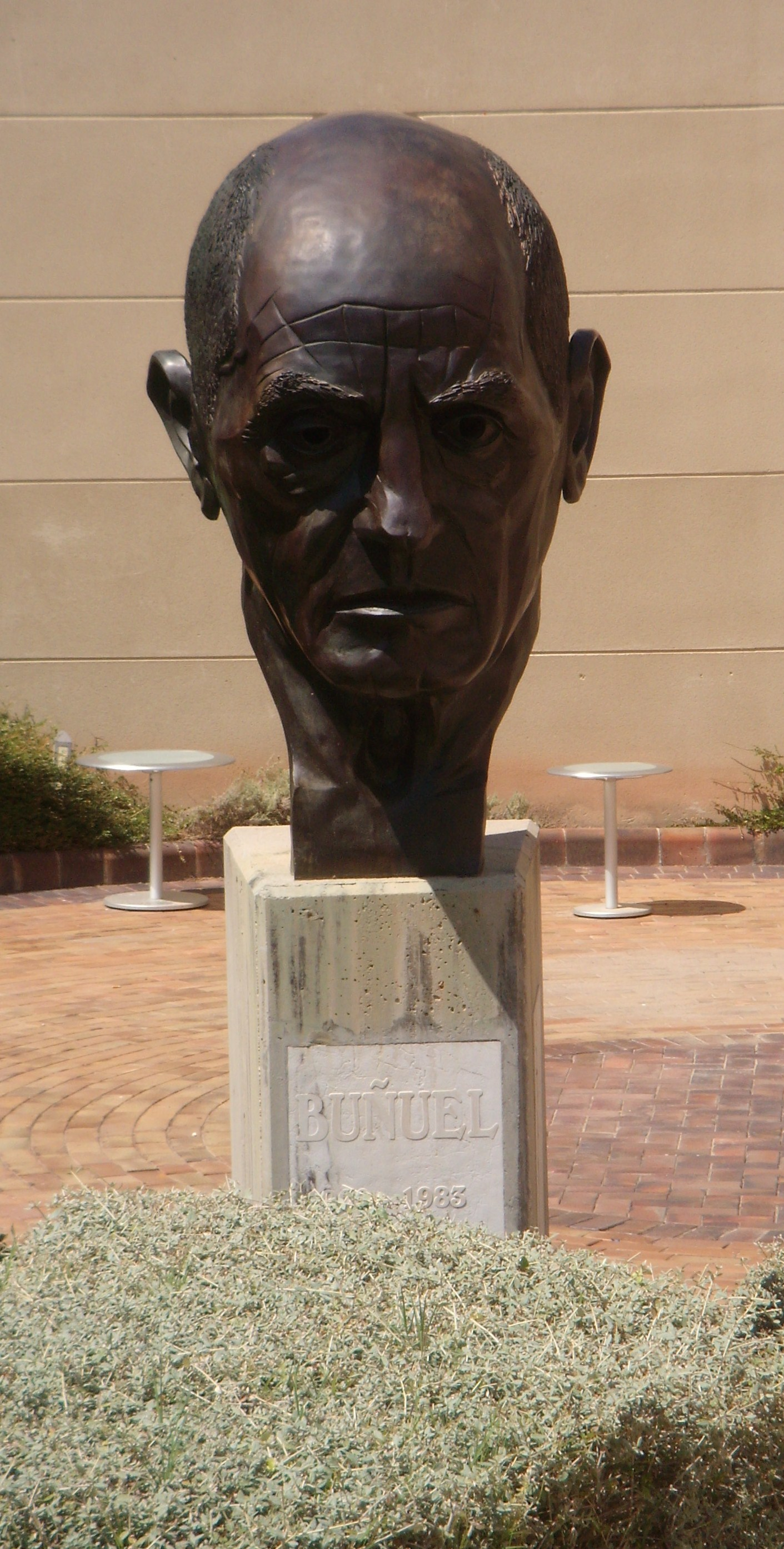
Cabeza de Luis Buñuel, obra del escultor Ignacio Rodríguez Ruiz "Iñaki", en el Centro Buñuel Calanda.

- Un perro andaluz (Un chien andalou, 1929).[26]
- La edad de oro (L'âge d'or, 1930).[27]
- Las Hurdes, tierra sin pan (Las Hurdes, 1933).
- Gran Casino (En el viejo Tampico, 1947).
- El gran Calavera (1949).
- Los olvidados (1950).
- Susana (Demonio y carne, 1951).
- La hija del engaño (1951).
- Una mujer sin amor (Cuando los hijos nos juzgan, 1952).
- Subida al cielo (1952).
- El bruto (1953).
- Él (1953).
- La ilusión viaja en tranvía (1954).
- Abismos de pasión (1954).
- Robinson Crusoe (realizada en 1952 y registrada en 1954).
- Ensayo de un crimen (La vida criminal de Archibaldo de la Cruz, 1955).
- El río y la muerte (1954-1955).
- Así es la aurora (Cela s'appelle l'aurore, 1956).
- La muerte en el jardín (La muerte en este jardín, La mort en ce jardin, 1956).
- Nazarín (1958-1959).
- Los ambiciosos (La fiebre sube a El Pao, La fièvre monte a El Pao, 1959).
- La joven (The Young One, 1960).
- Viridiana (1961).
- El ángel exterminador (1962).
- Diario de una camarera (Le journal d'une femme de chambre, 1964).
- Simón del desierto (1964-1965).
- Belle de jour (Bella de día, 1966-1967).
- La Vía Láctea (La Voie Lactée, 1969).
- Tristana (1970).
- El discreto encanto de la burguesía (Le charme discret de la bourgeoisie, 1972).
- El fantasma de la libertad (Le fantôme de la liberté, 1974).
- Ese oscuro objeto del deseo (Cet obscur objet du désir, 1977).

Aparte de las películas que realizó como director o actor, o en las que colaboró de una u otra forma, también hubo una serie de proyectos que no pudo realizar.

### Como asistente de dirección
- La sirène des tropiques (Mario Nalpas y Henri Étiévant, 1927).
- La chute de la maison Usher (Jean Epstein, 1928).

### Como productor o supervisor
- Un perro andaluz (1929).
- Don Quintín, el amargao (Luis Marquina, 1935).
- La hija de Juan Simón (José Luis Sáenz de Heredia, 1935).
- ¿Quién me quiere a mí? (José Luis Sáenz de Heredia, 1936).
- Centinela alerta (Jean Grémillon, 1936).
- España leal en armas (Jean-Paul Le Chanois, 1937). Documental propagandístico también conocido como España 1936 o Madrid 1936.

### Como guionista en películas no realizadas por él
- Si usted no puede, yo sí (Julián Soler, 1950). Guion de Janet Alcoriza basado en un argumento de L. Buñuel y Luis Alcoriza.
- El monje (Le moine) (Ado Kyrou, 1965). Guion de L. Buñuel y Jean-Claude Carrière.
- La novia de medianoche (Antonio F. Simón, 1997). Guion de L. Buñuel y José Rubia Barcia adaptado por Lino Braxe.

### Como actor
- Mauprat (Jean Epstein, 1926).
- Carmen (Jacques Feyder, 1926).
- La sirène des tropiques (Henri Étiévant, Mario Nalpas (codirectores), 1927).
- Un perro andaluz (1929).
- La fruta amarga (Arthur Gregor, 1931).
- La hija de Juan Simón (José Luis Sáenz de Heredia, 1935).
- Llanto por un bandido (Carlos Saura, 1964).[29]
- En este pueblo no hay ladrones (Alberto Isaac, 1964).
- Belle de jour (1967)
- La chute d'un corps (Michel Polac, 1973).
- El fantasma de la libertad (1974).

## Obra literaria
Luis Buñuel realizó varias incursiones en diversos campos (teatro, literatura y poesía) antes y después de dedicarse al mundo del cine, si bien su más relevante aportación fueron los poemas y prosas surrealistas escritos entre 1922 y 1929 durante su estancia en la Residencia de Estudiantes de Madrid. Sus textos de esta época pueden inscribirse entre las aportaciones más interesantes, junto con las de Juan Larrea (1895-1980), de la introducción del surrealismo como componente clave de la Generación del 27. Pero los textos literarios de esta época no solo están influidos por el surrealismo francés, sino que también traslucen los rasgos de la greguería de Ramón Gómez de la Serna y del ultraísmo de la vanguardia madrileña.
Muchos de estos textos iban a conformar un libro de textos poéticos y prosísticos surrealistas del que da noticias desde 1926 y se iba a titular inicialmente Polismos. Todavía en 1929, en carta escrita a Pepín Bello el 10 de febrero, tiene la intención de publicarlo, aunque ahora con el título Un perro andaluz, que finalmente se convirtió en el de su primera película.
Los textos más significativos son:

### Textos iniciales
- Una traición incalificable. Prosa. Publicación: Ultra, Madrid, n.º 23, 1 de febrero de 1922, [pág. 4].[16] Primer texto publicado por Buñuel.
- El guignol [sic]. Conferencia dada en la Residencia de Estudiantes sobre la historia del guiñol como presentación de una representación de títeres de Félix Malleu, posiblemente el 5 de mayo de 1922.[36]
- Instrumentación. Dedicado al musicólogo Adolfo Salazar. Definiciones de instrumentos musicales de una orquesta influidas por la greguería. Publicación: Horizonte, Madrid, n.º 2, 30 de noviembre de 1922.
- Suburbios. Subtitulado «Motivos». Prosa. Publicación: Horizonte, n.º 4, enero de 1923.
- Tragedias inadvertidas como temas de un teatro novísimo. Teoría estética de raigambre futurista. Publicación: Alfar, La Coruña, n.º 26, febrero de 1923.
- Por qué no uso reloj. Subtitulado «Cuento». Prosa. Publicación: Alfar, n.º 29, mayo de 1923.
- El ciego de las tortugas. Cuento. Publicado en la Revista Tyflófila Hispano-Americana los Ciegos.[37]
- Teorema. Poema inédito escrito en 1925.
- Lucille y sus tres peces. Poema inédito escrito en 1925.
- Diluvio. Prosa poética. Inédito escrito en 1925.
- Ramuneta en la playa. Prosa poética. Inédito escrito en 1926.
- Caballería rusticana. Prosa poética. Escrito en 1927.
- Una historia decente. Microrrelato con epílogo titulado «Historia indecente». Escrito en 1927.
- La agradable consigna de Santa Huesca. Cuento surrealista. Escrito en 1927.
- Carta a Pepín Bello en el día de San Valero. Fechada en Madrid, a 2 de febrero de 1927. Se trata de una carta de carácter profundamente literario consistente en un relato surrealista.
- Proyecto de cuento. 1927. Esbozo narrativo de carácter surrealista.
- La Sancta Misa Vaticanae. 1927. Esbozo narrativo de carácter surrealista.
- Menage a trois. 1927. Prosa poética.
- Hamlet. Teatro surrealista. Original fechado en julio de 1927. Inédito escrito (según noticia de Buñuel a Sánchez Vidal) en el café Select de Montparnasse, donde fue representado por Francisco García Lorca, Augusto Centeno, Joaquín Peinado, Francisco Bores, Hernando Viñes, José María Ucelay, el hijo o hermano de Darío Regoyos y el mismo Luis Buñuel en el papel de Hamlet.

### Textos del libro inéditoUn perro andaluz
Los diez poemas del libro inédito, que inicialmente se iba a titular Polismos, fueron escritos hacia 1927. Algunos fueron publicados posteriormente.
- Me gustaría para mí
- Polisoir milagroso
- No me parece ni bien ni mal
- Al meternos en el lecho
- El arco iris y la cataplasma
- Redentora. Publicado en La Gaceta Literaria, n.º 50, 15 de enero de 1929, pág. 2.
- Bacanal. Publicado con Redentora en La Gaceta Literaria.
- Olor de Santidad. Publicado en La Gaceta Literaria, n.º 51, 1 de febrero de 1929.
- Palacio de hielo. Publicado en Helix, Villafranca del Penedés, n.º 4, mayo de 1929.
- Pájaro de angustia. Publicado con Palacio de hielo en Helix.

### Otros textos
- Una jirafa. Textos escritos en francés para una instalación. Publicados en la revista del grupo surrealista Le Surréalisme au Service de la Revolution, n.º 6, 15 de mayo de 1933.
- El cine instrumento de poesía. Conferencia grabada y transcrita en la revista Universidad de México, diciembre de 1958.
- La duquesa de Alba y Goya. Sinopsis escrita en 1937 en inglés para la Paramount en forma de relato corto del guion de su proyecto para el centenario de Goya de 1927.
- Alucinaciones en torno a una mano muerta. 1944. Original en inglés. Guion para una secuencia de la película The beast with five fingers.
- Ilegible hijo de flauta. Guion de 1947 en colaboración con Juan Larrea para un proyecto de película surrealista.
- Mon dernier soupir (autobiographie) / Mi último suspiro, coescrito con Jean-Claude Carrière, 1982.

### Crítica cinematográfica
Luis Buñuel dirigió desde 1927 la sección cinematográfica de la revista La Gaceta Literaria. En ella escribió varios artículos, aunque también publicó en revistas francesas, como Cahiers d'Art o su suplemento Feuilles Volantes.
- «Una noche en el "Studio des Ursulines"», La Gaceta Literaria, n.º 2, 15 de enero de 1927.
- «Del plano fotogénico», La Gaceta Literaria, n.º 7, 1 de abril de 1927. Fechado en el original en París en diciembre de 1926.
- «Metrópolis», La Gaceta Literaria, n.º 9, 1 de mayo de 1927. Sobre la película de Fritz Lang.
- «Napoleón Bonaparte», Cahiers d'Art, n.º 3, 1927. Sobre la película de Abel Gance.
- «Cuando la carne sucumbe», Cahiers d'Art, n.º 10, 1927. Sobre El destino de la carne (The way of all flesh), de Víctor Fleming. No ha sobrevivido ninguna copia de esta película.
- «Deportista por amor», Cahiers d'Art, n.º 10, 1927. Sobre El colegial (College), de Buster Keaton.
- «La dama de las camelias», La Gaceta Literaria, n.º 24, 15 de diciembre de 1927. Primer número con sección monográfica de cine (págs. 4-5) dirigida por Buñuel. La crítica de Buñuel se refiere a la película de Fred Niblo, Margarita Gautier (Camille), cuya premier data del 18 de diciembre de 1926, y su comercialización de 1927, película hoy perdida, salvo copias muy deterioradas y fragmentarias.[38]
- «Variaciones sobre el bigote de Menjou», La Gaceta Literaria, n.º 35, 1 de junio de 1928; publicado anteriormente en francés con el título de «Variations sur Menjou», en Feuilles Volantes de Cahiers d'Art, 1927.
- «Découpage o segmentación cinegráfica», La Gaceta Literaria, n.º 43, 1 de octubre de 1928. Número monográfico dedicado al cine, donde también se publicaron los siguientes tres textos.
- «Noticias de Hollywood». La Gaceta Literaria, n.º 43, 1 de octubre de 1928.
- «Nuestros poetas y el cine». La Gaceta Literaria, n.º 43, 1 de octubre de 1928.
- «Juana de Arco, de Carl Dreyer». La Gaceta Literaria, n.º 43, 1 de octubre de 1928.
- «Lo cómico en el cinema», La Gaceta Literaria, n.º 56, 15 de abril de 1929.

## Premios y distinciones

### Taxones dedicados
- Oblitosaurus bunnueli Sánchez-Fenollosa, Verdú y Cobos, 2023, una especie de dinosaurio del Jurásico Superior de Teruel.[39][40]